# 六呎風雲
《六呎風雲》是一部由艾倫·鮑爾創作的美國影集，六呎指的是歐美國家先人土葬埋棺木時, 多將棺材埋至地面六呎以下。本劇以經營「費雪與子葬儀社」（Fisher & Sons）的費雪家族為重心，描述每個家族成員在父親死亡之後的生活。故事的場景主要設定在現代的洛杉磯。
《六呎風雲》在2001年於美國HBO頻道首播，之後相繼在多個國家播出。本劇在2005年8月21日結束五年的播出。
本劇獲得來自《紐約時報》等媒體的好評，同時也獲得其他電視製作人及葬禮指導員的讚賞。《六呎風雲》總共獲得三座金球獎、九座艾美獎。本劇在2002年獲金球獎傑出電視影集和最佳女配角。法蘭絲·康諾伊在2004年贏得金球獎戲劇類最佳女主角。同時本劇也獲得2003年演員公會獎最佳影集獎 。

## 劇情概述
本系列影集的核心是一葬儀社家庭的成員。每一集幾乎都以某個客戶的死亡作為開頭，進而深入描繪死亡引發的後續反應如：人情冷暖、世態炎涼，對親屬友人乃至於葬儀社從業人員帶來的衝擊、體悟與省思，是一部對人生有著深邃思考且深具哲思的影集。
這部影集的核心是家庭。藉由家庭中不同成員的個性、性向、人生際遇等等討論人生與社會各個面向的現象與事件如：感情關係，包括外遇、婚姻、異性戀、同性戀；情感疾患及相關的心理症狀如憂鬱症、躁鬱症、物質濫用等；而最根本的，就是藉由生、老、病、死的必然觀看與反省生命中的每時每刻。
此劇可能是第一部把死亡当做主要话题的美國电视剧。

## 製作

### 概念
雖然整體情節和人物是由艾倫·鮑爾創作的，但報告關於該系列的構思方式存在衝突。在一個例子中，鮑爾說他在姐姐和父親去世後想出了演出的前提。然而，在對該系列DVD集的採訪中， 他暗示HBO娛樂部門總裁卡羅琳·施特勞斯（Carolyn Strauss）向他提出了這個想法。在版權侵權訴訟中， 編劇格溫·奧唐納（Gwen O'Donnell）斷言，她是後來通過施特勞斯傳給鮑爾的想法的原始來源；美國聯邦第九巡迴上訴法院基於這一主張屬實的假設，駁回了她的主張。
在高雅有線電視頻道上播出使該系列能夠探索比其他頻道更黑暗的主題。鮑爾在接受採訪時說：
|  | 當我去HBO時，他們讀了我的初稿，卡羅琳·施特勞斯說，「你知道，這真的非常好。我喜歡這些角色，我喜歡這些情況，但感覺有點安全。你能不能讓它更糟一點？這不是你經常在好萊塢得到的一張紙條。我想，‘哇！’ 這讓我可以自由地走得更深一點，走得更深一點，走得更複雜一點。」 |

### 主要主題
該節目的重點是人類的生、老、病、死的共生本質、殯葬行業以及每天與之打交道的人的生活。在討論該節目的概念時，創作者鮑爾詳細闡述了該節目試播的首要問題：
|  | 這些我們僱傭的殯葬承辦人是誰？這對他們自己的生活有什麼影響——在一個地下室有屍體的家裡長大，做個孩子，走進你父親身邊，一具屍體躺在檯面上，他正在做這件事？這對你有什麼影響？ |

《六呎風雲》介紹了費雪家族作為探索這些問題的基礎。在全5季63集的整個過程中，主要角色經歷的危機與他們所處的環境和他們所經歷的悲傷直接相關。艾倫·鮑爾再次將這些經歷以及系列標題的選擇與節目持久的潛台詞聯繫起來：
|  | 《六呎風雲》不僅指像埋葬屍體一樣被埋葬，（而且）也指在表面下運行的原始情感和感受。當一個人被死亡包圍時——為了抵消它，需要有一定程度的體驗，需要逃離。這是奈特和他的女人味——這是克萊兒和她的性實驗——這是布蘭達的性強迫症——這是大衛在公共場合與一名男妓發生性關係——這是茹絲有幾樁婚外情——這是生命的力量試圖克服所有這些痛苦和悲傷和抑鬱症。 |

文化評論家莎莉·蒙特評論道：“人們可能會冒險說（這個節目）對階級立場和關係有一種離奇或奇怪的表現”。 《紐約雜誌》認為該節目“謹慎地避免了道德主義”，但有時它“感覺像是一個信息”，即“死亡有一個可怕的時機”，對於某些人來說，它也可能是“業力禮物”。 創作者艾倫·鮑爾駁斥了這一說法，聲稱故事中沒有任何信息，而只是承認死亡發生在“混亂的事情”中間，而不是等待我們整理我們的生活。

### 拍攝背景
費雪家的外觀是在洛杉磯西亞當斯街區西25街2302號和阿靈頓大道（Arlington Avenue）的交叉口拍攝的。 在第五季第一集，瑞可提到他在“西亞當斯長大，離我工作的地方很近。”

### 全體人員
創作者艾倫·鮑爾還擔任了整個系列的執行製片人和節目統籌。執行長羅伯特·格林布拉特（Robert Greenblatt）和大衛·賈諾拉里（David Janollari）製作了該系列，因為“The Greenblatt Janollari”工作室是製作公司之一。其他製片人是洛瑞·喬·聶莫瑟（Lori Jo Nemhauser）和羅伯特·德爾瓦勒（Robert Del Valle）。
編劇人員包括鮑爾，他在系列劇中寫了九集，包括試播集和系列結局。整個系列劇的編劇包括瑞克·克利夫蘭，他寫了八集，並在第五季成為執行製片人；凱特·羅賓，在第五季寫了八集，成為監製；和 布魯斯·艾瑞克·卡普蘭，他寫了七集，並在第四季成為執行製片人。克里斯汀·威廉斯（Christian Williams）只是第一季的工作人員，寫了兩集。勞倫斯·安德里斯（Laurence Andries）和克里斯汀·泰勒在前兩季的連續劇中各寫了三集，他們還擔任製片人。史考特·巴克和喬伊·索洛韋加入第二季，在該系列的其餘部分繼續工作，每個人都寫了七集。巴克在第四季成為聯合執行製片人，索洛韋在第五季成為聯合執行製片人。最後一組加入工作人員的作家是第三季的克雷格·萊特和南希·奧利弗。萊特在第五季寫了六集並成為了製片人，奧利弗在第五季寫了五集並成為了聯合製片人。
鮑爾還執導了最多的劇集，指導了飛行員和每一季的結局。丹·阿提亞斯 還執導了六集，從第二季到第五季。凱西·貝茲（也在該系列中飾演貝婷娜）、麥可·奎斯塔、羅德里戈·加西亞和傑瑞米·珀德斯瓦各執導了五集。麥可·英格勒、丹尼爾·米納漢和艾倫·波爾（他還擔任該系列的執行製片人）各導演了四集。米格爾·阿泰塔執導了三集，妮可·霍洛芬瑟執導了兩集。單集導演包括彼得·凱爾、艾倫·卡索（Alan Caso）、麗莎·喬洛登科、艾倫·庫爾特、亞當·戴維森、瑪麗·哈倫、約書亞·馬斯頓、吉姆·麥克布萊德、凱倫·蒙克里夫、約翰·派特森、麥特·薛克曼、艾倫·泰勒、蘿絲・崔琪和彼得·韋伯。

### 音樂
該系列的主題曲由作曲家湯瑪斯·紐曼創作，獲得了2002年艾美獎傑出主旋律音樂和2003年葛萊美獎最佳器樂作曲和最佳器樂編曲兩項大獎。
第三季到第五季的製作聲音由博·哈伍德混音，並於2004年被提名為電影音訊協會獎。
第二季至第五季在該季首映前播放了宣傳預告片。每一季預告片中的歌曲都是Lamb第二季的《Heaven》；第三季酷玩樂隊的《A Rush of Blood to the Head》；第四季妮娜·西蒙的《Feeling Good》；以及第五季希雅的《Breathe Me》，這也用於系列結局的蒙太奇。所有這些歌曲都包含在該節目的兩首配樂中。
這一集對前兩季的重述以佩爾·梅爾的歌曲《Nothing Lies Still Long》為特色。 第一季和第五季的預告片以《六呎風雲》為主題，而其他季則以Rae & Christian混音版為主題曲。
整個系列的音樂監督由蓋瑞·卡拉馬爾和湯瑪斯·戈盧比奇提供，他們也被認為是兩張原聲帶專輯的製作人。

## 演員與角色

### 主要角色
- 奈特·費雪（Nate Fisher，彼得·克勞斯飾）

茹絲（Ruth）和納桑爾（Nathaniel）的長子；費雪與迪亞茲葬儀社的合夥人；布蘭達的丈夫、麗莎（過世）的丈夫、瑪雅和薇拉的父親。在2005年死於腦動靜脈畸形（AVM），享年40歲。
- 大衛·費雪（David Fisher，麥可·霍爾飾）

茹絲和納桑爾的次子；費雪與迪亞茲葬儀社的合夥人；基斯的丈夫；杜瑞爾和安東尼的養父。2044年在一次於回聲公園（Echo Park）的野餐中過世，享壽75歲。
- 茹絲·費雪（Ruth Fisher，法蘭絲·康諾伊飾）

費雪家族的女主人；喬治的第二任妻子、納桑爾(過世)的妻子；奈特、大衛和克萊兒的母親。2025年在克萊兒、大衛和喬治的陪伴中於醫院過世，享壽79歲。
- 克萊兒·費雪（Claire Fisher，蘿倫·安布羅斯（英语：Lauren Ambrose）飾）

茹絲和納桑爾的最小的女兒；藝術家，曾短暫做過秘書助理；根據HBO網站上的訃文暗示，她在日後將成為成功的攝影師和教師；泰德·菲爾威（Ted Fairwell）的妻子。於2085年過世，享壽101歲。
- 費德瑞可·迪亞茲（Federico Diaz，佛萊迪·羅利葛茲飾）

費雪與迪亞茲葬儀社的合夥人；凡妮莎（Vanessa）的丈夫，胡立歐（Julio）和奧古斯托（Augusto）的父親。費德瑞可最初是「費雪與子」的員工，在2005年成立「迪亞茲家族葬儀社」（Diaz Family Mortuary）。2049年在與凡妮莎的郵輪旅行中死於心臟病發，享壽75歲。費德瑞可在第一季中曾有一集沒有登場，是由於故事劇情的安排。
- 基斯·查理（Keith Charles，馬修·派屈克（英语：Mathew St. Patrick）飾）

前洛杉磯警察，現任私人保全；大衛的丈夫；杜瑞爾和安東尼的養父。2029年在裝甲車上卸貨時被搶匪槍擊身亡，享壽61歲。
- 布蘭達·車諾維（Brenda Chenowith，瑞秋·葛瑞菲斯（英语：Rachel Griffiths）飾）

瑪格麗特（Margaret）和柏納（Bernard）的女兒；比利的姊姊。前按摩治療師，隨後轉業成心理醫生。奈特·費雪的第二任妻子。薇拉·費雪·車諾維（Willa Fisher Chenowith）的母親、瑪雅的繼母。於2051年過世，享壽82歲。
- 比利·車諾維（Billy Chenowith，傑瑞米·西斯托飾）

布蘭達的弟弟，攝影師；他患有躁鬱症，曾和克萊兒交過往。
- 喬治·西布里（George Sibley，詹姆士·克倫威爾飾）

地理學家、教授；茹絲的第二任丈夫；布萊恩（Brian）、麥琪（Maggie）和凱爾（Kyle）的父親。
- 凡妮莎·迪亞茲（Vanessa Diaz，賈斯汀娜·瑪莎朵（英语：Justina Machado）飾）

合格護士；海岸微風養護之家前員工。費德瑞可的妻子和高中同學、胡立歐和奧古斯托的母親。

### 次要角色
- 納桑爾·山謬·費雪（Nathaniel Samuel Fisher Sr，李察·傑金斯飾）

2001年死於車禍前是「費雪與子葬儀社」的持有人。茹絲的第一任丈夫，奈特、大衛和克萊兒的父親。
- 瑪格麗特·車諾維（Margaret Chenowith，喬安娜·卡西迪飾）

布蘭達和比利功能失調的母親，也是一名心理學家。
- 胡里奧·迪亞茲（Julio Diaz，Giancarlo Rodriguez飾）

費德瑞可和凡妮莎的兒子。
- 傑克神父（Father Jack，提姆·馬庫蘭（英语：Tim Maculan）飾）

費雪家族教堂的牧師。
- 蓋布爾·迪馬斯（Gabriel Dima，艾瑞克·貝福飾）

克萊兒的高中男友，長期吸毒者。
- 伯納·車諾維（Bernard Chenowith，羅伯特·福克沃斯（英语：Robert Foxworth）飾）

心理學家醫生，布蘭達和比利的父親，2003年在家人的陪伴中於醫院過世，死於大腸癌，享壽64歲。
- 尼古拉（Nikolai，艾德·奧羅斯（英语：Ed O'Ross）飾）

花店老闆，茹絲的前男朋友。
- 馬修·吉拉迪（Matthew Gilardi，蓋瑞·哈許伯格（英语：Gary Hershberger）飾）

一家大型殯儀館集團員工，他試圖收購「費雪與子葬儀社」。
- 哈里·甘德森（Hiram Gunderson ，小埃德·貝格里飾）

一名髮型師，在茹絲嫁給納桑爾時，她與他有了婚外情。
- 安潔拉（Angela，伊麗娜・道格拉斯（英语：Illeana Douglas）飾）

一名禮儀師，在費德瑞可不在時接替他的工作。
- 莎拉·歐康娜 （Sarah O'Connor，派翠西亞·克拉克森飾）

茹絲的妹妹，住在托潘加峽谷的藝術家。
- 麗莎·基墨·費雪（Lisa Kimmel Fisher，莉莉·泰勒（英语：Lili Taylor）飾）

奈特的前室友、他的第一任妻子和女兒瑪雅的母親。
- 安潔莉卡（Angelica，Melissa Marsala飾）

凡妮莎的姊姊，她和她的姐夫費德瑞可有爭執。
- 泰勒·查爾斯（Taylor Charles，艾西亞·波爾克（英语：Aysia Polk）飾）

基斯的侄女，由他照顧。
- 貝婷娜（Bettina，凱西·貝茲飾）

莎拉的朋友兼看護，她成了茹絲的好朋友。
- 奧利維·卡斯特羅·斯塔爾（Olivier Castro-Staal，彼得·馬克迪斯（英语：Peter Macdissi）飾）

克萊兒在藝術學校的教授和瑪格麗特·車諾維的情人。
- 羅素·科溫（Russell Corwin，班·佛斯特飾）

克萊兒在藝術學院的男朋友
- 瑪雅·費雪（Maya Fisher，Brenna Tosh 和 Bronwyn Tosh飾）

奈特和麗莎的年輕女兒。
- 亞瑟·馬丁（Arthur Martin，雷恩·威爾森飾）

一名殯儀館學校的年輕實習生，曾與茹絲發生老少戀情。
- 喬（Joe，賈斯汀·塞洛克斯飾）

布蘭達的鄰居及前男朋友。
- 卡蘿·沃德 （Carol Ward，凱薩琳·奧哈拉飾）

麗莎的老闆，一個神經質的電影製片人。
- 傑克（Jake，麥克・溫斯頓（英语：Michael Weston）飾）

一個精神不穩定的癮君子，他綁架並襲擊了大衛。
- 麥琪·西布里（Maggie Sibley，蒂娜·荷姆斯（英语：Tina Holmes）飾）

喬治·西布里的女兒；來自亞利桑那州的藥商外派代表。
- 羅傑·帕斯奎斯（Roger Pasquese，麥特·梅洛伊（英语：Matt Malloy）飾）

基思的雇主，電影製片人。
- 芭芭拉（Barb，茱莉·德雷茨（英语：Julie Dretzin）飾）

麗莎的妹妹。
- 霍伊特（Hoyt，傑夫·雅格（英语：Jeff Yagher）飾）

麗莎的妹夫。
- 泰德·菲爾威（Ted Fairwell，克里斯·梅希納飾）

一名律師，克萊兒的男朋友。
- 杜雷爾·查爾斯－費雪（Durrell Charles-Fisher，Kendré Berry飾）

大衛和基斯的養子。
- 安東尼·查爾斯－費雪（Anthony Charles-Fisher，C·J·桑德斯（英语：C. J. Sanders）飾）

大衛和基斯的養子。

## 世系图
|  |  |             |             | 納桑爾·費雪 | 納桑爾·費雪 | 納桑爾·費雪      | 納桑爾·費雪      | 納桑爾·費雪      | 納桑爾·費雪      |                  |                  |           |           |                  |                  | 茹絲·費雪        | 茹絲·費雪        | 茹絲·費雪        | 茹絲·費雪        | 茹絲·費雪 | 茹絲·費雪 |           |           | 莎拉·歐康娜      | 莎拉·歐康娜      | 莎拉·歐康娜      | 莎拉·歐康娜      | 莎拉·歐康娜      | 莎拉·歐康娜      |               |               |  |  |             |             |                |                |                |                |                |                |             |             |             |             |             |             |  |  |  |  |  |  |
|  |  |             |             | 納桑爾·費雪 | 納桑爾·費雪 | 納桑爾·費雪      | 納桑爾·費雪      | 納桑爾·費雪      | 納桑爾·費雪      |                  |                  |           |           |                  |                  | 茹絲·費雪        | 茹絲·費雪        | 茹絲·費雪        | 茹絲·費雪        | 茹絲·費雪 | 茹絲·費雪 |           |           | 莎拉·歐康娜      | 莎拉·歐康娜      | 莎拉·歐康娜      | 莎拉·歐康娜      | 莎拉·歐康娜      | 莎拉·歐康娜      |               |               |  |  |             |             |                |                |                |                |                |                |             |             |             |             |             |             |  |  |  |  |  |  |
|  |  |             |             |             |             |                  |                  |                  |                  |                  |                  |           |           |                  |                  |                  |                  |                  |                  |           |           |           |           |                  |                  |                  |                  |                  |                  |               |               |  |  |             |             |                |                |                |                |                |                |             |             |             |             |             |             |  |  |  |  |  |  |
|  |  |             |             |             |             |                  |                  |                  |                  |                  |                  |           |           |                  |                  |                  |                  | 喬治·西布里      |                  |           |           |           |           |                  |                  |                  |                  |                  |                  |               |               |  |  |             |             |                |                |                |                |                |                |             |             |             |             |             |             |  |  |  |  |  |  |
|  |  |             |             |             |             |                  |                  |                  |                  |                  |                  |           |           |                  |                  |                  |                  |                  |                  |           |           |           |           |                  |                  |                  |                  |                  |                  |               |               |  |  |             |             |                |                |                |                |                |                |             |             |             |             |             |             |  |  |  |  |  |  |
|  |  |             |             |             |             |                  |                  |                  |                  |                  |                  |           |           |                  |                  |                  |                  |                  |                  |           |           |           |           |                  |                  | 布萊恩·西布里    | 布萊恩·西布里    | 布萊恩·西布里    | 布萊恩·西布里    | 布萊恩·西布里 | 布萊恩·西布里 |  |  | 麥琪·西布里 | 麥琪·西布里 | 麥琪·西布里    | 麥琪·西布里    | 麥琪·西布里    | 麥琪·西布里    |                |                | 凱爾·西布里 | 凱爾·西布里 | 凱爾·西布里 | 凱爾·西布里 | 凱爾·西布里 | 凱爾·西布里 |  |  |  |  |  |  |
|  |  |             |             |             |             |                  |                  |                  |                  |                  |                  |           |           |                  |                  |                  |                  |                  |                  |           |           |           |           |                  |                  | 布萊恩·西布里    | 布萊恩·西布里    | 布萊恩·西布里    | 布萊恩·西布里    | 布萊恩·西布里 | 布萊恩·西布里 |  |  | 麥琪·西布里 | 麥琪·西布里 | 麥琪·西布里    | 麥琪·西布里    | 麥琪·西布里    | 麥琪·西布里    |                |                | 凱爾·西布里 | 凱爾·西布里 | 凱爾·西布里 | 凱爾·西布里 | 凱爾·西布里 | 凱爾·西布里 |  |  |  |  |  |  |
|  |  |             |             |             |             |                  |                  |                  |                  |                  |                  |           |           |                  |                  |                  |                  |                  |                  |           |           |           |           |                  |                  |                  |                  |                  |                  |               |               |  |  |             |             |                |                |                |                |                |                |             |             |             |             |             |             |  |  |  |  |  |  |
|  |  | 克萊兒·費雪 | 克萊兒·費雪 | 克萊兒·費雪 | 克萊兒·費雪 | 克萊兒·費雪      | 克萊兒·費雪      |                  |                  | 大衛·費雪        | 大衛·費雪        | 大衛·費雪 | 大衛·費雪 | 大衛·費雪        | 大衛·費雪        |                  |                  | 奈特·費雪        | 奈特·費雪        | 奈特·費雪 | 奈特·費雪 | 奈特·費雪 | 奈特·費雪 |                  |                  |                  |                  |                  |                  |               |               |  |  |             |             | 麗莎·基墨·費雪 | 麗莎·基墨·費雪 | 麗莎·基墨·費雪 | 麗莎·基墨·費雪 | 麗莎·基墨·費雪 | 麗莎·基墨·費雪 |             |             |             |             |             |             |  |  |  |  |  |  |
|  |  | 克萊兒·費雪 | 克萊兒·費雪 | 克萊兒·費雪 | 克萊兒·費雪 | 克萊兒·費雪      | 克萊兒·費雪      |                  |                  | 大衛·費雪        | 大衛·費雪        | 大衛·費雪 | 大衛·費雪 | 大衛·費雪        | 大衛·費雪        |                  |                  | 奈特·費雪        | 奈特·費雪        | 奈特·費雪 | 奈特·費雪 | 奈特·費雪 | 奈特·費雪 |                  |                  |                  |                  |                  |                  |               |               |  |  |             |             | 麗莎·基墨·費雪 | 麗莎·基墨·費雪 | 麗莎·基墨·費雪 | 麗莎·基墨·費雪 | 麗莎·基墨·費雪 | 麗莎·基墨·費雪 |             |             |             |             |             |             |  |  |  |  |  |  |
|  |  |             |             |             |             |                  |                  |                  |                  |                  |                  |           |           |                  |                  |                  |                  |                  |                  |           |           |           |           |                  |                  |                  |                  |                  |                  |               |               |  |  |             |             |                |                |                |                |                |                |             |             |             |             |             |             |  |  |  |  |  |  |
|  |  | 泰德·菲爾威 | 泰德·菲爾威 | 泰德·菲爾威 | 泰德·菲爾威 | 泰德·菲爾威      | 泰德·菲爾威      |                  |                  |                  |                  |           |           | 基斯·查理        | 基斯·查理        | 基斯·查理        | 基斯·查理        | 基斯·查理        | 基斯·查理        |           |           |           |           |                  |                  | 布蘭達·車諾維    | 布蘭達·車諾維    | 布蘭達·車諾維    | 布蘭達·車諾維    | 布蘭達·車諾維 | 布蘭達·車諾維 |  |  |             |             |                |                |                |                |                |                |             |             |             |             |             |             |  |  |  |  |  |  |
|  |  | 泰德·菲爾威 | 泰德·菲爾威 | 泰德·菲爾威 | 泰德·菲爾威 | 泰德·菲爾威      | 泰德·菲爾威      |                  |                  |                  |                  |           |           | 基斯·查理        | 基斯·查理        | 基斯·查理        | 基斯·查理        | 基斯·查理        | 基斯·查理        |           |           |           |           |                  |                  | 布蘭達·車諾維    | 布蘭達·車諾維    | 布蘭達·車諾維    | 布蘭達·車諾維    | 布蘭達·車諾維 | 布蘭達·車諾維 |  |  |             |             |                |                |                |                |                |                |             |             |             |             |             |             |  |  |  |  |  |  |
|  |  |             |             |             |             |                  |                  |                  |                  |                  |                  |           |           |                  |                  |                  |                  |                  |                  |           |           |           |           |                  |                  |                  |                  |                  |                  |               |               |  |  |             |             |                |                |                |                |                |                |             |             |             |             |             |             |  |  |  |  |  |  |
|  |  |             |             |             |             |                  |                  |                  |                  |                  |                  |           |           |                  |                  |                  |                  |                  |                  |           |           |           |           |                  |                  |                  |                  |                  |                  |               |               |  |  |             |             |                |                |                |                |                |                |             |             |             |             |             |             |  |  |  |  |  |  |
|  |  |             |             |             |             | 杜威爾·費雪-查理 | 杜威爾·費雪-查理 | 杜威爾·費雪-查理 | 杜威爾·費雪-查理 | 杜威爾·費雪-查理 | 杜威爾·費雪-查理 |           |           | 安東尼·費雪-查理 | 安東尼·費雪-查理 | 安東尼·費雪-查理 | 安東尼·費雪-查理 | 安東尼·費雪-查理 | 安東尼·費雪-查理 |           |           |           |           | 薇拉·費雪·車諾維 | 薇拉·費雪·車諾維 | 薇拉·費雪·車諾維 | 薇拉·費雪·車諾維 | 薇拉·費雪·車諾維 | 薇拉·費雪·車諾維 |               |               |  |  | 瑪雅·費雪   | 瑪雅·費雪   | 瑪雅·費雪      | 瑪雅·費雪      | 瑪雅·費雪      | 瑪雅·費雪      |                |                |             |             |             |             |             |             |  |  |  |  |  |  |

## 集數列表
| 季數 | 集数 | 集数 | 首播日期      | 首播日期      | 平均觀眾 （百萬） |
| 季數 | 集数 | 集数 | 首映          | 季终          | 平均觀眾 （百萬） |
| ---- | ---- | ---- | ------------- | ------------- | ----------------- |
| 1    | 13   | 13   | 2001年6月3日  | 2001年8月19日 | 5.3               |
| 2    | 13   | 13   | 2002年3月3日  | 2002年6月2日  | 5.6               |
| 3    | 13   | 13   | 2003年3月2日  | 2003年6月1日  | 4.7               |
| 4    | 12   | 12   | 2004年6月13日 | 2004年9月12日 | 3.7               |
| 5    | 12   | 12   | 2005年6月6日  | 2005年8月21日 | 2.5               |

## 評價

### 關鍵評論
《六呎風雲》獲得了廣泛的好評，尤其是其寫作和表演。它被廣泛認為是有史以來最偉大的電視連續劇之一，被《時代雜誌》、 《衛報》、 和《帝國雜誌》 列入最佳名單。該節目的結局也被描述為最偉大的電視劇結局之一。
《六呎風雲》的大部分時間都獲得了好評，但第四季除外，該季獲得的評價褒貶不一。根據23條評論，第一季在Metacritic上獲得74分（滿分100分）。 在試播集放映之前，該系列的早期評論是積極的；《綜藝雜誌》的史帝夫·奧克斯曼（Steve Oxman）表示，“《六呎風雲》是一部關於殯葬行業中一個家庭的聰明、沉思、奇幻的角色驅動合奏作品。”"  在系列首映後，《好萊塢報導》的巴瑞·加倫（Barry Garron）評論說該系列“通過殯葬業的棱鏡審視家庭生活，將諷刺幽默與淒美戲劇相結合，並提出了獨特的基調和風格，這對於任何電視劇來說都是一項成就。它在講故事的方法上無所畏懼，並且，通常情況下，在冒險中取得成功”和“這個系列有很多值得欽佩的地方，包括一流的表演、巧妙的導演和採用各種技術的創造性講故事，包括夢境序列和模仿廣告。不過，最重要的是鮑爾的內省和他對社會、殯葬業和家庭關係的洞察力。”
《紐約時報》的比爾·卡特（Bill Carter）寫道：“《六呎風雲》肯定得到了熱烈的評價，幾乎所有人都對這部劇的著名創作者艾倫·鮑爾塑造的豐富人物塑造和古怪幽默給予了熱烈的關注，他是電影《美國心玫瑰情》的奧斯卡獲獎作家。 .” 在HBO執行官克里斯·阿爾布雷希特的早期回應中，他向觀眾宣布，他們“對這個系列感到非常興奮。”
在爛番茄上，第一季有90%的支持率，基於39條評論的平均得分為8/10，關鍵的共識是，“《六呎風雲》不尋常的環境為由 第二季有79%的支持率，基於14條評論的平均得分為9.33/10，關鍵的共識是，“《六呎風雲》的故意節奏第二季不如第一季，但引人入勝的合奏仍然有足夠的理由觀看。” 第三季有90%的支持率，基於20條評論的平均得分為7.56/10，關鍵的共識是，“《六呎風雲》的第三季將本季喜劇調低，轉而採用更令人毛骨悚然的敘事——演員陣容面臨的挑戰不止於此。“ 第四季有50%的支持率，基於10條評論的平均得分為5.58/10，關鍵的共識是，“第四季的《六呎風雲》過度反應，曲折和故事情節讓人感覺更人為而不是引人注目，儘管它敢於冒險進入黑暗的意願偶爾也證明是令人振奮的。” 根據37條評論，第五季的支持率為97%，平均得分為8.86/10，關鍵的共識是，“《六呎風雲》通過總結它開始的方式為費雪家族提供了一個合適的結局：對生、死和悲傷的出乎意料的美麗沉思。”
該系列的結局被認為是電視史上最偉大的結局之一。在2015年接受艾倫·鮑爾、彼得·克勞斯、麥可·霍爾和蘿倫·安布羅斯為《好萊塢報導》採訪時，為了紀念該節目結束十週年，他們將其描述為“永垂不朽的結局”。《好萊塢報導》的梅根·維克（Megan Vick）說：“在2005年，閃現描繪費雪一家的每個成員和他們所愛的人將如何傳承的想法似乎是革命性的，但鮑爾——他創造了這個系列，並將編寫和導演它的最後一集——用另一個詞來形容——不可避免。”

### 收視率
| 季數 | 集數 | 首映          | 首映            | 季終          | 季終            | 觀眾平均 （百萬） |
| 季數 | 集數 | 日期          | 收視率 （百萬） | 日期          | 收視率 （百萬） | 觀眾平均 （百萬） |
| ---- | ---- | ------------- | --------------- | ------------- | --------------- | ----------------- |
| 1    | 13   | 2001年6月3日  | 4.97            | 2001年8月19日 | 7.06            | 5.3               |
| 2    | 13   | 2002年3月3日  | 6.24            | 2002年6月6日  | 5.49            | 5.6               |
| 3    | 13   | 2003年3月2日  | 5.09            | 2003年6月1日  | 5.78            | 4.7               |
| 4    | 12   | 2004年6月13日 | 4.20            | 2004年9月12日 | 3.73            | 3.7               |
| 5    | 12   | 2005年6月6日  | 2.62            | 2005年8月21日 | 3.89            | 2.5               |

## 獎項
在2002年的黃金時段艾美獎頒獎典禮上，該劇在前兩季獲得了23項提名，其中包括一項傑出劇集提名。系列創作者艾倫·鮑爾憑藉試播集獲得戲劇系列傑出導演獎，派翠西亞·克拉克森獲得戲劇系列傑出客座女演員獎。其他全體演員，包括麥克·霍爾、彼得·克勞斯、法蘭絲·康諾伊、瑞秋·葛瑞菲斯、佛萊迪·羅利葛茲和蘿倫·安布羅斯，都獲得了表演提名。客串演員莉莉·泰勒和伊麗娜・道格拉斯獲得了客串表演類別的提名。該劇第三季在2003年黃金時段艾美獎上獲得了16項提名，其中包括一項傑出劇集提名。克勞斯、康諾伊、安布羅斯、葛瑞菲斯、詹姆士·克倫威爾和凱西·貝茲都獲得了表演提名。艾倫·波爾被提名為〈Nobody Sleeps〉一集的導演，克雷格·萊特被提名為〈Twilight〉一集的編劇。該劇第四季在2005年黃金時段艾美獎中獲得五項提名，其中包括由法蘭絲·康諾伊執導的傑出劇集和劇集傑出女主角。該系列在2006年黃金時段艾美獎的第五季也是最後一季中獲得了九項提名。派翠西亞·克拉克森第二次獲得劇情類劇集傑出客座女演員獎，克勞斯、康諾伊和喬安娜·卡西迪獲得表演提名。鮑爾被提名為系列結局劇集〈Everyone's Waiting〉的編劇和導演。
在金球獎中，該劇在2001年獲得最佳劇情片獎，並在2002年和2003年獲得提名。 彼得·克勞斯在2001年和2002年的一系列戲劇中獲得最佳男主角提名。瑞秋·葛瑞菲斯在2001年獲得了連續劇、迷你劇或電視電影的最佳女配角獎，並在2002年獲得了女主角提名。法蘭絲·康諾伊在2003年的一部電視劇中獲得最佳女演員獎。
在美國演員工會獎中，該演員在2002年和2003年獲得戲劇系列最佳合奏獎，並在2001年、2004年和2005年獲得提名。彼得克勞斯被提名為戲劇系列最佳男演員提名。2001年和2003年。法蘭絲·康諾伊於2003年獲得戲劇系列傑出女演員獎。
2002年，該劇因“對生死的令人不安而又充滿人性的探索”而獲得了皮博迪獎。

## 相關媒體

### 原聲帶
發行了兩張以該系列中出現的音樂為特色的原聲帶專輯：
- 《六呎風雲（英语：Six Feet Under (soundtrack)）》（Six Feet Under，2002年3月5日）[53]
- 《六呎風雲2：煙消雲散》（Six Feet Under, Vol. 2: Everything Ends，2005年6月21日）[54]

### 書籍
- 《六呎之下》（Six Feet Under）

由霍華‧霍迪森（Howard Hodgson）於2000年出版的原著小說。繁體中文版由台灣商周文化出版。
- Six Feet Under: The Official Companion - Better Living Through Death

HBO在2003年出版的官方介紹書，內容包含許多劇照以及各種設定資料。
- Reading Six Feet Under: TV to Die For

以《六呎風雲》系列影集為主題延伸出的論述書。由 Kim Akass 與 Janet McCabe 編輯而成，於2005年由 I.B. Tauris 出版。

### 串流媒體
完整系列可從各種串流媒體網站獲得，包括HBO Max、 Amazon Video 和Disney+ Hotstar。